# Tajiquistão nos Jogos Olímpicos de Verão de 2008
O Tajiquistão competiu nos Jogos Olímpicos de Verão de 2008, em Pequim, na República Popular da China. O país foi representado por quinze competidores divididos em oito esportes.

## Medalhas
| Atleta            | Esporte | Evento                    | Medalha |
| ----------------- | ------- | ------------------------- | ------- |
| Yusup Abdusalomov | Lutas   | Livre até 84 kg masculino | Prata   |
| Rasul Boqiev      | Judô    | Até 73 kg masculino       | Bronze  |

## Desempenho

### Atletismo
Masculino
| Atletas         | Evento               | Preliminares | Preliminares | Final  | Final   |
| Atletas         | Evento               | Marca        | Posição      | Marca  | Posição |
| --------------- | -------------------- | ------------ | ------------ | ------ | ------- |
| Dilshod Nazarov | Arremesso de martelo | 75,34m       | 12º          | 76,54m | 11º     |

Feminino
| Galina Mityaeva | Arremesso de martelo | 51,38m | 47º | Não avançou | Não avançou | Não avançou | Não avançou | Não avançou | Não avançou |

### Boxe
O Tajiquistão obteve três vagas para o torneio olímpico de boxe. Djakhon Kurbanov e Sherali Dostiev classificaram-se no primeiro torneio qualificatório asiático. Anvar Yunosov classificou-se no segundo torneio qualificatório do continente.
| Atleta           | Evento             | Fase de 32                  | Fase de 16                       | Quartas                    | Semifinais             | Final                  |
| Atleta           | Evento             | Adversário e resultado      | Adversário e resultado           | Adversário e resultado     | Adversário e resultado | Adversário e resultado |
| ---------------- | ------------------ | --------------------------- | -------------------------------- | -------------------------- | ---------------------- | ---------------------- |
| Sherali Dostiev  | Peso mosca-ligeiro | CUB Y. Hernández D PTS 1:12 | Não avançou                      | Não avançou                | Não avançou            | Não avançou            |
| Anvar Yunusov    | Peso mosca         | RSA J. Chauke V PTS 9:1     | BRA R. Vieira V PTS 12:6         | THA S. Jongjohor D PTS 1:8 | Não avançou            | Não avançou            |
| Djakhon Kurbanov | Peso meio-pesado   | UZB A. Atoev V PTS 11:3     | CRO M. Šivolija-Jelica V PTS 8:1 | KAZ Y. Shynaliyev D DSQ    | Não avançou            | Não avançou            |

### Halterofilismo
Masculino
| Atleta       | Evento | Arranque (kg) | Arremesso (kg) | Total (kg) | Posição |
| ------------ | ------ | ------------- | -------------- | ---------- | ------- |
| Nizom Sangov | -69kg  | 115,0         | 135,0          | 250,0      | 24º     |

### Judô
Masculino
| Atleta               | Evento | Preliminares                | Fase de 32                 | Fase de 16                 | Quartas                | Semifinais                | Repescagem             | Repescagem             | Repescagem             | Final                          | Final             |
| Atleta               | Evento | Preliminares                | Fase de 32                 | Fase de 16                 | Quartas                | Semifinais                | 1ª fase                | Quartas                | Semifinais             | Final                          | Final             |
| Atleta               | Evento | Adversário e resultado      | Adversário e resultado     | Adversário e resultado     | Adversário e resultado | Adversário e resultado    | Adversário e resultado | Adversário e resultado | Adversário e resultado | Adversário e resultado         | Pos.              |
| -------------------- | ------ | --------------------------- | -------------------------- | -------------------------- | ---------------------- | ------------------------- | ---------------------- | ---------------------- | ---------------------- | ------------------------------ | ----------------- |
| Rasul Boqiev         | -73 kg |                             | COD E. Kibanza V 0210-0000 | UKR G. Bilodid V 1000-0000 | CHN Si R. V 1110-0001  | KOR Wang K-C. D 0001-0010 |                        |                        |                        | BEL D. van Tichelt V 0011-0000 | Medalha de bronze |
| Sherali Bozorov      | -81 kg | TOG K. Denanyoh D 0010-0011 | Não avançou                | Não avançou                | Não avançou            | Não avançou               | Não avançou            | Não avançou            | Não avançou            | Não avançou                    | Não avançou       |
| Nematullo Asranqulov | -90 kg | AZE E. Mammadov D 0000-0011 | Não avançou                | Não avançou                | Não avançou            | Não avançou               | Não avançou            | Não avançou            | Não avançou            | Não avançou                    | Não avançou       |

### Lutas
Livre masculino
| Atleta            | Evento | Preliminar             | Oitavas de final        | Quartas de final        | Semifinal               | Repescagem 1ª rodada   | Repescagem 2ª rodada   | Final                                | Final            |
| Atleta            | Evento | Adversário e resultado | Adversário e resultado  | Adversário e resultado  | Adversário e resultado  | Adversário e resultado | Adversário e resultado | Adversário e resultado               | Pos.             |
| ----------------- | ------ | ---------------------- | ----------------------- | ----------------------- | ----------------------- | ---------------------- | ---------------------- | ------------------------------------ | ---------------- |
| Vitaly Koryakin   | -60 kg |                        | JPN K. Yumoto D 2-2, F  | Não avançou             | Não avançou             | Não avançou            | Não avançou            | Não avançou                          | Não avançou      |
| Yusup Abdusalomov | -84 kg |                        | AUS S. Kumar V 3-0, 5-0 | UKR T. Danko V 1-0, 6-0 | TUR S. Balcı V 3-0, 1-0 |                        |                        | GEO R. Mindorashvili D 3-2, 0-3, 0-4 | Medalha de prata |

### Natação
Masculino
| Atleta(s)         | Evento     | Eliminatórias | Eliminatórias | Semifinal   | Semifinal   | Final       | Final       |
| Atleta(s)         | Evento     | Tempo         | Posição       | Tempo       | Posição     | Tempo       | Posição     |
| ----------------- | ---------- | ------------- | ------------- | ----------- | ----------- | ----------- | ----------- |
| Alisher Chingizov | 50 m livre | 29s10         | 87º           | Não avançou | Não avançou | Não avançou | Não avançou |

Feminino
| Atleta(s)          | Evento     | Eliminatórias | Eliminatórias | Semifinal   | Semifinal   | Final       | Final       |
| Atleta(s)          | Evento     | Tempo         | Posição       | Tempo       | Posição     | Tempo       | Posição     |
| ------------------ | ---------- | ------------- | ------------- | ----------- | ----------- | ----------- | ----------- |
| Katerina Izmaylova | 50 m livre | 32s09         | 80º           | Não avançou | Não avançou | Não avançou | Não avançou |

### Tiro
Masculino
| Atleta         | Evento             | Qualificação | Qualificação | Final       | Final       | Posição |
| Atleta         | Evento             | Placar       | Posição      | Placar      | Total       | Posição |
| -------------- | ------------------ | ------------ | ------------ | ----------- | ----------- | ------- |
| Sergey Babikov | Pistola de ar 10 m | 574          | 31º          | Não avançou | Não avançou | 31º     |

### Tiro com arco
O Tajiquistão enviou um arqueiro às olimpíadas pela segunda vez, tentando buscar a primeira medalha do país no esporte. A vaga foi obtida para a competição individual feminina, por meio de convite dado pela comissão tripartite.
Feminino
| Atleta               | Evento     | Fase de Ranking | Fase de Ranking | Fase de 64                 | Fase de 32             | Oitavas                | Quartas                | Semifinais             | Final                  | Final       |
| Atleta               | Evento     | Placar          | Chave           | Adversário e resultado     | Adversário e resultado | Adversário e resultado | Adversário e resultado | Adversário e resultado | Adversário e resultado | Posição     |
| -------------------- | ---------- | --------------- | --------------- | -------------------------- | ---------------------- | ---------------------- | ---------------------- | ---------------------- | ---------------------- | ----------- |
| Albina Kamaletdinova | Individual | 547             | 63              | KOR Yun O-H. (2) D 102-109 | Não avançou            | Não avançou            | Não avançou            | Não avançou            | Não avançou            | Não avançou |